# Josef Ivanović
Josef Ivanović (* 5. Dezember 1973 in Bielefeld) ist ein deutscher Fußballspieler.

## Karriere
Der Stürmer begann seine Laufbahn bei den Sportfreunden Sennestadt, einem Verein aus Bielefeld und wechselte zur Saison 1996/97 zum Erstligisten Arminia Bielefeld. Nach insgesamt 19 Einsätzen in der ersten Liga wechselte Ivanovic im Januar 1999 auf Leihbasis zum Zweitligisten SV Meppen.
Ivanović spielte hier in insgesamt 13 Zweitligapartien und erzielte ein Tor, bevor er zur Saison 1999/2000 zu Arminia Bielefeld zurückkehrte. Hier spielte er jedoch nur in einer Partie und wurde in Winterpause 1999/2000 zum Regionalligisten 1. FC Magdeburg transferiert, mit dem er ab- und wieder aufstieg und das Viertelfinale im DFB-Pokal 2000/01 erreichte. Er erzielte 28 Tore in 39 Spielen.
Nach knapp 18 Monaten in Magdeburg kehrte Ivanović zur Saison 2001/02 mit einem Wechsel zum Zweitligisten Alemannia Aachen in den Profifußball zurück. In Aachen konnte er in zwei Spielzeiten 22 Tore erzielen und bestritt 53 Zweitligapartien.
Zur Saison 2003/04 wechselte Josef Ivanović innerhalb der zweiten Liga zum MSV Duisburg, wo er insgesamt 21 Spiele bestritt und einen Treffer erzielte. Am Ende der Saison 2004/05 erreichte er mit den Duisburgern den Aufstieg in die Bundesliga. Infolge eines Kreuzbandrisses bestritt Ivanović jedoch lediglich ein Spiel in der folgenden Saison 2005/06 und wechselte zur Winterpause zum Regionalligisten TuS Koblenz.
Nach dem Aufstieg der Koblenzer am Ende der Saison wechselte Ivanović zum Oberligisten FC Sachsen Leipzig. Zur Saison 2007/08 wechselte er zum SC Wiedenbrück 2000, doch bereits am 30. November 2007 wurde sein Vertrag dort in beiderseitigem Einvernehmen aufgelöst.
Josef Ivanović ist heute Sportlehrer an einem Lahnsteiner Gymnasium und seit Januar 2011 wieder als Spieler aktiv für die SG Düngenheim/Urmersbach/Masburg in der Kreisklasse A Hunsrück/Mosel.